# Maiolo
Maiolo é uma comuna italiana da região dos Marche, Província de Pesaro e Urbino, com cerca de 809 habitantes. Estende-se por uma área de 24 km², tendo uma densidade populacional de 34 hab/km². Faz fronteira com Montecopiolo, Novafeltria, Pennabilli, San Leo, Talamello.

## Demografia
| Variação demográfica do município entre 1861 e 2011                               |
|                                                                                   |
| Fonte: Istituto Nazionale di Statistica (ISTAT) - Elaboração gráfica da Wikipedia |